# Perdita erudita
Perdita erudita là một loài Hymenoptera trong họ Andrenidae. Loài này được Cockerell mô tả khoa học năm 1923.